# Pseudocoremia lutea
Pseudocoremia lutea là một loài bướm đêm trong họ Geometridae.